# Waldorf (Blankenheim)
Waldorf ist ein Ortsteil der Gemeinde Blankenheim im Kreis Euskirchen in Nordrhein-Westfalen. Ortsvorsteher ist Martin Freuen.

## Lage
Der Ortsteil liegt auf einer Hochebene zwischen Blankenheim und Jünkerath. In der Nähe befindet sich ein Hochmoor. Am Ortsrand fließen zwei Bäche, der Itzbach und der Bonnesbach.

## Geschichte

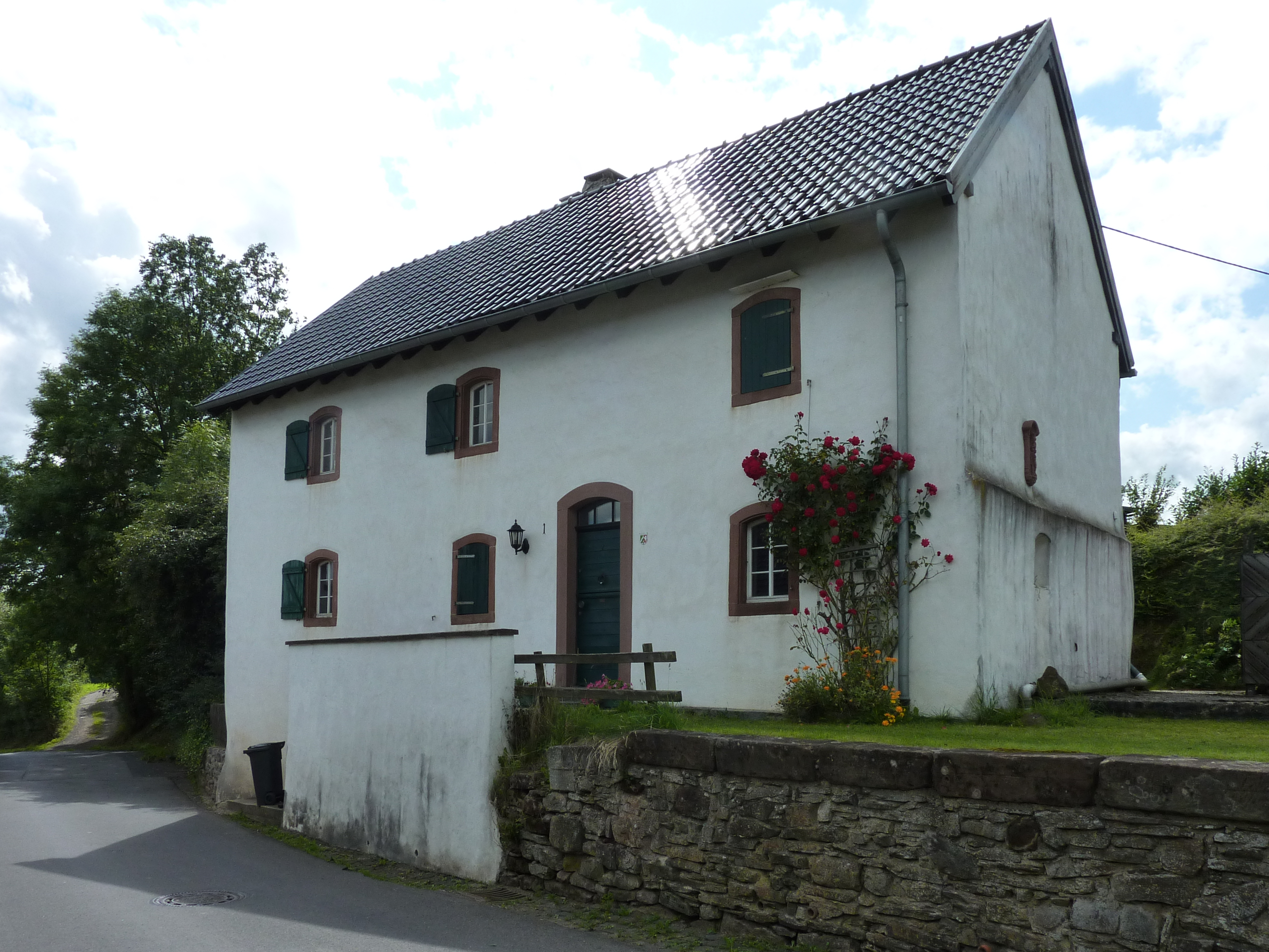
Wohnhaus, Rest eines Wohn-Stallhauses (18. Jahrhundert)

Im Jahre 1157 wird der Ort als Valendorf erwähnt. Der Siedlungsname bezeugt eine frühe Besiedlung durch sogenannte Walen oder Valen, eine römisch-keltische Mischbevölkerung, die nach dem Ende der römischen Herrschaft zurückgeblieben war und von den Germanen als Wälsche (Fremde) bezeichnet wurde. Waldorf bedeutet demnach Dorf der Walen. Der Ort gehörte im 13. Jahrhundert zum Patronat Alendorf, dieses war 1253 Teil der Abtei Malmedy.
Waldorf bestand im 17. Jahrhundert aus zwei Ortschaften, die auch heute noch als Oberdorf oder „Öuweschdörf“ beziehungsweise Unterdorf oder „Önneschdörf“ bekannt sind. 1892 hatte Waldorf 185 Einwohner.
Am 1. Juli 1969 wurde Waldorf nach Blankenheim eingemeindet.

## Sehenswürdigkeiten

### St.-Dionysus-Kapelle

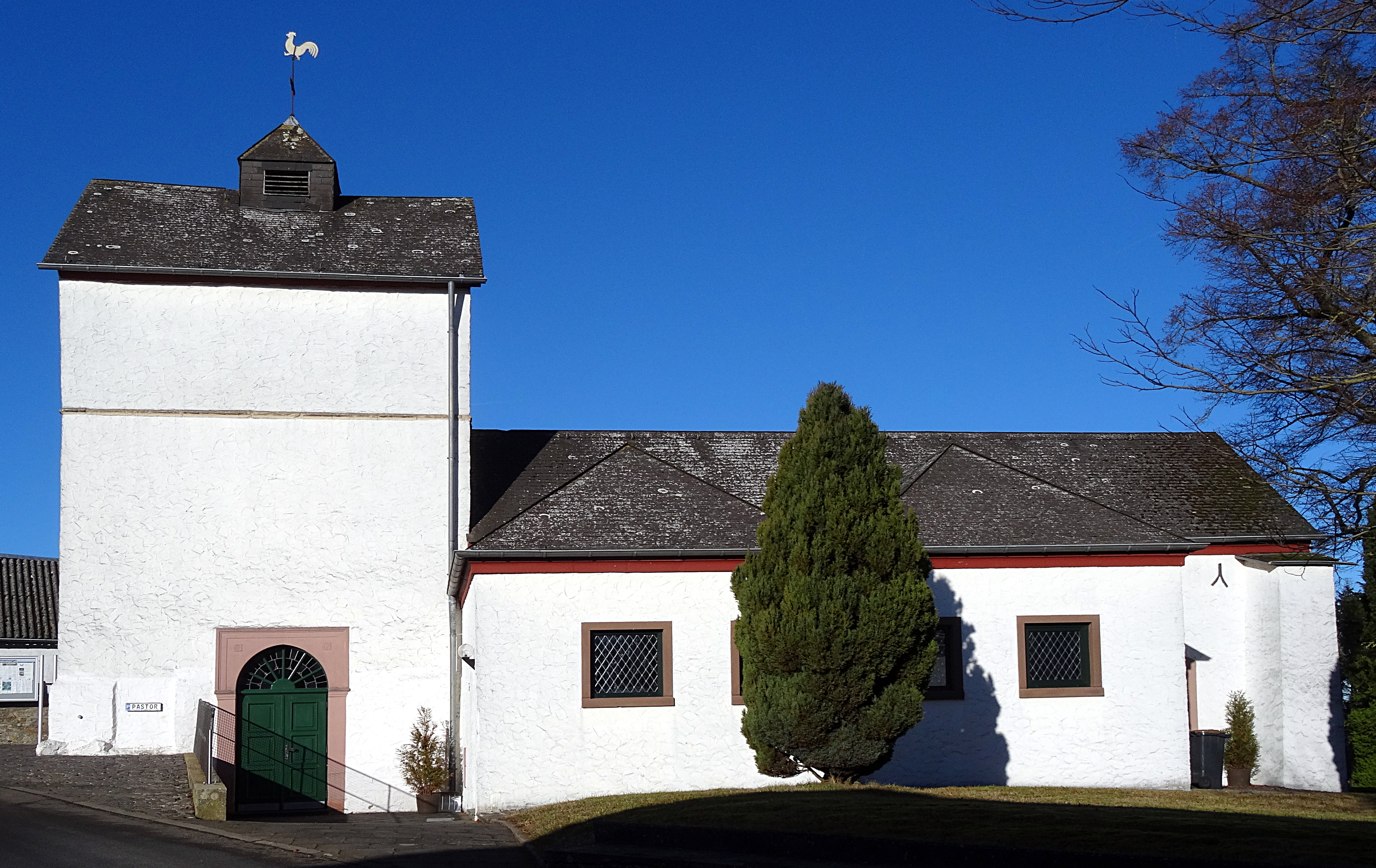
Kath. Kapelle St. Dionysius, Waldorf

Die St.-Dionysius-Kapelle gehört zur Pfarrgemeinde St. Agatha Alendorf. Sie geht auf das 15. Jahrhundert zurück, die älteste bekannte Erwähnung stammt aus dem Jahre 1494. Drei Ältäre im Barockstil wurden im 17. Jahrhundert errichtet.
Seit 1915 werden in der kleinen Kirche regelmäßige Messen gehalten, obwohl der Ort nie einen eigenen Pfarrer bekam. Die Kapelle wurde 1970/71 an der Nord- und Südseite um zwei Seitenschiffe erweitert, wodurch sie um zwei Drittel ihrer vorherigen Größe erweitert wurde. Die Einweihung der Kapelle erfolgte am 24. Oktober 1971.
Seit 1987 hat die Kapelle wieder zwei Glocken, nachdem während des Ersten Weltkriegs eine der ursprünglich zwei Glocken eingeschmolzen wurde. Die ältere der beiden heutigen Glocken stammt aus dem 19. Jahrhundert und ist auf den Ton „ges“ gestimmt, die jüngere Glocke auf den Ton „es“. Unter den finanziellen Unterstützern der neuen Glocke stand zuvorderst die Löschgruppe Waldorf der Freiwilligen Feuerwehr Blankenheim.
1992 fertigte der Bildhauer Josef Janssen ein aus Eichenholz gefertigtes und als Hochrelief ausgeführtes Bildnis der 14 Kreuzwegstationen.

### Wegekreuz

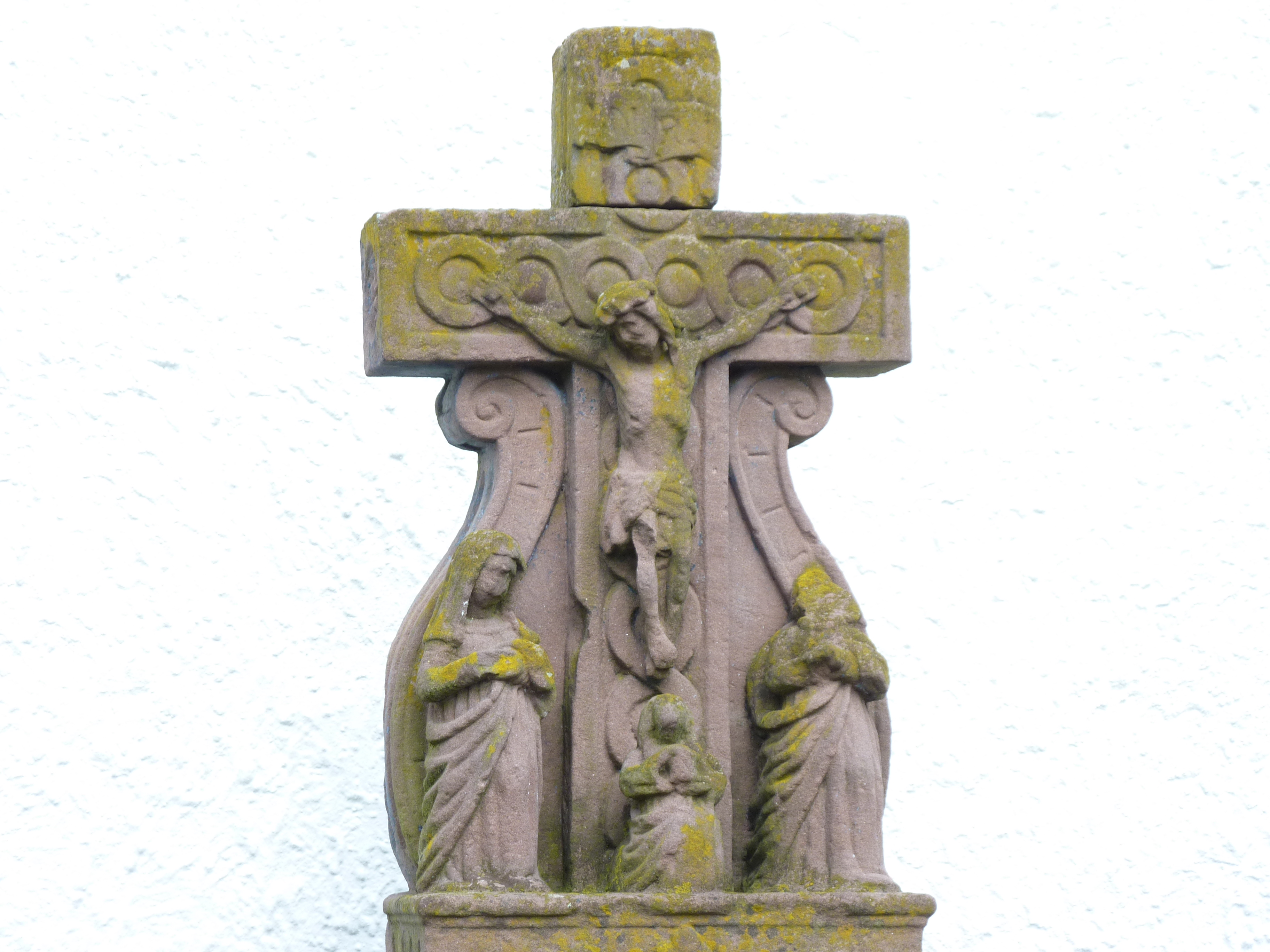
Wegekreuz Ahrmühlenweg

Ein Wegekreuz aus rotem Sandstein am Ortsausgang von (Unter-)Waldorf stammt aus dem Jahre 1625. Es stellt den gekreuzigten Jesus, die Mutter Maria, den Jünger Johannes und Maria Magdalena dar.

## Verkehr

### ÖPNV
Waldorf besitzt über den Bahnhof Blankenheim-Wald an der Eifelstrecke Anschluss an das überregionale Eisenbahnnetz. Von dort bestehen stündlich Verbindungen in Richtung Euskirchen – Köln – Köln Messe/Deutz / Bonn sowie nach Gerolstein – Trier.
Außer für Schülerfahrten wird überwiegend der sogenannte TaxiBus eingesetzt, eine Fahrt erfolgt nach telefonischer Voranmeldung. Es gilt der Tarif des Verkehrsverbund Rhein-Sieg sowie verbundraumüberschreitend der NRW-Tarif. In Waldorf verkehrt der TaxiBus der RVK-Linie 833.
| Linie | Verlauf |
| ----- | --- |
| 833   | MiKE (außer im Schülerverkehr): (Finkenhof –) Blankenheim Busbf – Blankenheim Rathaus – Hüngersdorf / Nonnenbach – Ripsdorf – Dollendorf / (Alendorf – Waldorf) |

Eine Busverbindung zum Bahnhof nach Jünkerath in Rheinland-Pfalz über Esch wird ebenfalls angeboten. Hierzu ist allerdings zwingend eine telefonische Voranmeldung erforderlich. Die Fahrten werden unter der VRT-Linie 527 geführt.
| Liniennummer | zu bedienende Ortschaften                         |
| ------------ | ------------------------------------------------- |
| 527          | (Waldorf) – Esch – Feusdorf – Jünkerath (Bahnhof) |

### Radweg
Durch den Ort führt der Radwanderweg Eifel-Höhen-Route, der als Rundkurs um den Nationalpark Eifel führt.

## Sonstiges
Jährlich veranstaltet die Südwestdeutsche Autocrossvereinigung (SWASV) auf einer 1982 angelegten Rennstrecke in Waldorf Autocrossrennen.